# دیروز (فیلم ۲۰۱۹)
 دیروز (به انگلیسی: Yesterday) فیلمی در ژانر موزیکال کمدی به کارگردانی دنی بویل و نویسندگی ریچارد کرتیس است که در ۲۸ ژوئن ۲۰۱۹ از سوی یونیورسال استودیوز در انگلیس منتشر شد. لیلی جیمز، اد شیرن، آنا د آرماس و کیت مک‌کینون از جمله بازیگران فیلم هستند.

## داستان
داستان فیلم با یک تصادف شروع می‌شود. گروه بیتلز و ترانه‌های از یاد مردم می‌رود و گویی از ابتدا وجود نداشته‌اند. ۳نفر در دنیا بیتلز را به یاد می‌آورند. یکی از آنها خواننده ایست که ترانه‌ها را بازخوانی می‌کند.